# San Román (Sariego)
San Román (también conocida por San Román de Sariego) es una parroquia del concejo de Sariego en Asturias (España) y un lugar de dicha parroquia.
La parroquia tiene una extensión de 6,55 km² y en el año 2009 contaba con una población de 219 habitantes.
Es la más oriental de las 3 parroquias del concejo, naciendo dentro su territorio el río Nora. 
El lugar de San Román se encuentra a una altitud de 320 m y dista 5 km de la capital del concejo, La Vega.

## Poblaciones
Según el nomenclátor de 2009 la parroquia comprende las poblaciones de:
- Acebo (aldea) (oficialmente en asturiano Acéu): 27 habitantes;

- Figares (aldea): 21 habitantes;

- San Román (lugar): 148 habitantes;

- Valvidares (aldea): 23 habitantes.

## Patrimonio
- Iglesia de San Román (Sariego)
- Casona de San Román (Sariego), que data del 1826, según inscripción en la fachada.

## Folclore
- "Fiesta de San Antonio" en honor a San Antonio de Padua – Festividad: 13 de junio.